# Barbera d'Alba
La Barbera d'Alba è un vino DOC la cui produzione è consentita nella provincia di Cuneo.

## Caratteristiche organolettiche
- colore: rosso rubino da giovane, con tendenza al rosso granato dopo l'invecchiamento.
- odore: vinoso intenso caratteristico.
- sapore: asciutto, di corpo, di acidità abbastanza spiccata, leggermente tannico dopo l'invecchiamento. Gusto pieno.

## Storia
Vino tradizionalmente "da pasto", qualche decennio fa considerato sinanche sgarbato e popolare, ultimamente ha avuto un importante miglioramento qualitativo ottenuto mediante processi di vinificazione e scelta delle uve più accurati, al punto da arrivare a competere sotto il profilo organolettico con vini assai più blasonati.
Si differenzia dalla Barbera d'Alba superiore per i titoli alcolometrici leggermente inferiori e per la possibilità di utilizzare anche il vitigno nebbiolo.

## Produzione
Provincia, stagione, volume in ettolitri
- nessun dato disponibile